# Arthur Häny
Arthur Häny (* 9. Juni 1924 in Ennetbaden; † 16. Juli 2019 in Zürich) war ein Schweizer Schriftsteller und Übersetzer.

## Leben
Häny wuchs im Aargau auf, studierte Germanistik und Altphilologie an der Universität Zürich und promovierte dort 1948 mit einer Dissertation über Friedrich Hölderlin. Von 1948 bis 1989 war er Hauptlehrer für Deutsch, danach für Deutsch und Alte Sprachen an Gymnasien der Kantonsschule Zürich. Er war mit der Malerin und Kinderbuchautorin Marieluise Häny, geb. Müller, verheiratet, hatte zwei Töchter und lebte in Zürich. Er starb im Juli 2019 im Alter von 95 Jahren.
Seine literarische Produktion begann 1951 mit dem Gedichtband Pastorale. Weitere Lyrik und Prosa erschien in den folgenden Jahren, darunter die Romane Das Fräulein mit dem schönen Kind (2000) und Die Fahrt in die Glückseligkeit (2001). 2003 erschien ein Band mit gesammelten Gedichten (Sein und Dasein).
Seine kommentierten Übersetzungen der Lieder-Edda (1987) und der Snorra-Edda (1991) werden wegen ihrer Knappheit geschätzt, durch die sie sich von den pathetisch überhöhten Übertragungen des 19. Jahrhunderts unterscheiden. In seinem Essayband Die Dichter und ihre Heimat (1978) untersuchte er die Beziehung zur Heimat und das sich wandelnde Vaterlandsverständnis schweizerischer und deutscher Autoren.

## Auszeichnungen
- 1951: Anerkennungsgabe des Kantons Zürich und der Schweizerischen Schillerstiftung
- 1953: Conrad-Ferdinand-Meyer-Preis
- 1968: Ehrengabe des Kantons Zürich
- 1970: Ehrengabe der Stadt Zürich
- 1973: Anerkennungsgabe der Stadt Zürich

## Werke
- Hölderlins Titanenmythos. Dissertation Zürich 1948. Teildruck 1947.
- Pastorale. Gedichte. Zürich 1951.
- Die Einkehr. Gedichte. St. Gallen 1953.
- Das Ende des Dichters. Kleine Erzählungen. St. Gallen 1953.
- Der Turm und der Teppich. Märchenerzählung. Zürich 1955.
- Im Zwielicht. Gedichte. Zürich 1957.
- Der verzauberte Samstag. Erzählung. Zürich 1964.
- Die drei Pinien und Ich bleibe auf Elba. Mit Zeichnungen von Marieluise Häny. 1966.
- Der Rabenwinter. Gedichte. Zürich 1968.
- Im Meer der Stille. Gedichte. Zürich & Stuttgart 1970.
- Ein Strauss von Mohn. Gedichte. Zürich & Stuttgart 1973.
- Die Dichter und ihre Heimat. Studien zum Heimatverhalten deutschsprachiger Autoren im achtzehnten, neunzehnten und zwanzigsten Jahrhundert. Essays. Bern & München 1978.
- Ich bleibe auf Elba. Erzählungen. Schaffhausen 1983.
- Kleine Stadt, in den Föhn gebaut. Miniaturen. Stäfa 1994.
- Urteil und Vorurteil. Aphorismen und Glossen. Wien 1998.
- Das Fräulein mit dem schönen Kind. Roman. Egelsbach u. a. 2000.
- Die Fahrt in die Glückseligkeit. Roman. Egelsbach u. a. 2001.
- Sein und Dasein. Gesammelte Gedichte. Laupersdorf (Schweiz) 2004.
- Ich gehe auf die Heimat. Zürich 2005.
- Das innere Licht. Zürich 2009.

als Übersetzer:
- Edda. Götter- und Heldenlieder der Germanen., Manesse Verlag, Zürich 1987, ISBN 3-7175-1730-9.
- Snorri Sturluson: Prosa-Edda. Altisländische Göttergeschichten. Zürich 1991.

als Herausgeber:
- Deutsche Dichtermärchen von Goethe bis Kafka. Zürich 1965. 5. Aufl. 1996.